# Friedrich Bertelsmann
Friedrich Bertelsmann (* 29. August 1817 in Rotenburg an der Fulda; † 4. Juni 1897) war ein deutscher Buchdrucker und Zeitungsverleger.
Er war der Sohn des Kaufmanns Arnold Bertelsmann und dessen Ehefrau Wilhelmine. Er begründete 1856 seine eigene Verlagsdruckerei und gab ab 1857 das Rotenburger Kreisblatt heraus, die erste Zeitung in Rotenburg, die als offizielles Organ des Landratsamtes Rotenburg mit amtlichen Nachrichten, politischen und unterhaltsamen Teilen sowie Verkaufsanzeigen erschien. Ab Juli 1857 war das Rotenburger Kreisblatt auch Organ für den Kreis Homberg (bis 1869), ab 1858 für die Kreise Witzenhausen und Fritzlar (bis 1866). Später wurde die Bezeichnung in "Kreisblatt" umgewandelt. Nach Bertelsmanns Tod wurde die Verlagsdruckerei von seinem Sohn Eduard Bertelsmann (1844–1909) weitergeführt, nach dessen Tode von dessen Witwe, die später nach Berlin übersiedelte. Ab 1910 wurde der Name wieder in "Rotenburger Kreisblatt" umbenannt. Der Buchdrucker und Schriftsetzer Adam Hofmeister übernahm die Rotenburger Druckerei.